# Anton Codelli (izumitelj)
Anton III. baron Codelli plemeniti Fahnenfeld, kranjski izumitelj, veleposestnik, plemič in politik, * 22. marec 1875, Neapelj, † 28. april 1954, Porto Ronco sopra Ascona, Švica.

## Življenje
Izumiteljevo polno ime je Anton III. Codelli. Rodil se je leta 1875 v Neaplju, kjer sta bila starša, oče Karel in mama Rozalija, na klimatskem okrevanju. Gimnazijo je obiskoval na Dunaju v Terezianumu, zavodu za plemiške otroke, kjer je spoznal grofico Ano Krane, ki ga je navdušila za mecenstvo. Po srednješolski maturi je po vzoru očeta stopil v vojno mornarico. Veliko je potoval (Indija, Japonska, Kitajska) in se naučil nekaj tujih jezikov. Iz zdravstvenih razlogov je leta 1897 izstopil iz mornarice in pričel študirati pravo, a ga je kmalu opustil. Iz zanimanja in vedoželjnosti se je kot samouk raje posvetil študiju elektrotehnike in strojništva. Od svojega starega očeta Karla I. je podedoval graščino Turn. Leta 1906 je opravil šestmesečni strokovni tečaj pri elektropodjetju Telefunken v Berlinu. 
Marca 1908 je bil izvoljen za poslanca v kranjski deželni zbor kot predstavnik veleposestnikov. Poleti 1912 je odstopil, saj se zaradi službovanja v Togu v Afriki ni mogel več udeleževati zasedanj deželnega zbora. 
Zasvojenost z izumiteljstvom je povzročila slabo gospodarsko stanje Codellijevih. Baron je bil trikrat poročen in trikrat ločen, kar še posebej priča o njegovem nikoli zgledno urejenem zasebnem življenju. Prvič se je oženil s sestrično, baronico Marijo Concho Codelli von Fahnenfeld. V zakonu sta se rodili dve hčeri ter sin Karel. Na Dunaju se je poročil z baronico Nino Mladota, Čehinjo po rodu. Skupaj sta se odpravila v Afriko in v Dahomeju se jima je rodila hči Rozemarija. V Budimpešti se je tretjič poročil, in sicer z Madžarko Ilono Drasche Lazar, ki mu je rodila sina Siksta in hčer Heleno. Tik pred koncem 2. svetovne vojne je odpotoval v Švico in tam tudi umrl. Pokopan je v Asconi ob Lagu Maggiore. 

## Avtomobilizem
Janez Puh in baron Codelli veljata za pionirja avtomobilizma na Slovenskem. Slednji se je v zgodovino zapisal kot prvi uporabnik novega prevoznega sredstva in kot izumitelj s tega področja. Oba sta s tehničnimi rešitvami, popularizacijo in aktivnim udejstvovanjem dala pomemben pečat k razvoju avtomobilizma doma in po svetu. Codelli se je navduševal nad tehničnimi novostmi, želel se je peljati vse hitreje, kar je pripeljalo do odkritij inovacij na področju avtomobilizma.
Svoj prvi avtomobil Benz Velo Comfortable je kupil pri podjetju Otterman na Dunaju. Kupljeno prevozno sredstvo je bilo bolj podobno lahki dvosedežni kočiji kot avtomobilu. Na ljubljanskih ulicah so ga prvič opazili 15. novembra 1898 in naslednjega dne je bilo v zapisano: »Prvi avtomobil se je včeraj pojavil v Ljubljani in obudil največjo senzacijo. Paglavci so se trumoma podili za njim. Avtomobil je last barona Codellija, kateri se je z njim pripeljal z Dunaja.« Februarja 1899 se je podal na dolgo vožnjo v Nico, kjer je zaradi igralniške žilice zaigral avtomobil, v Ljubljano se je vrnil z vlakom. Naslednje leto je kupil močnejšega Daimlerja Viktoria. Kot prvi dirkač s Kranjskega se je leta 1900 udeležil dirke med Salzburgom in Dunajem. Barona morebiti lahko štejemo celo med prve motoriste, saj je imel motorno kolo češke izdelave Laurin in Klement (danes Škoda). V Ljubljani deluje tudi društvo ljubiteljev starodobnikov in klasičnih vozil z imenom Codelli. 

## Izumi in patenti
Codelli je izumil vrsto izboljšav za udobnejšo vožnjo z avtomobili. Električni vžigalnik za motorna vozila, ki je bil zaščiten s patentom, preprečuje nevarnost vžiga za vozila. Mali hladilni in ogrevalni aparat iz leta 1903 je bil namenjen bolj avanturističnim voznikom na daljše proge, saj je omogočal zamrznitev in segrevanje hrane. Do leta 1909 je sledilo še nekaj izumov na drugih področjih: mehanična kosilnica, brezžični pogon oddaljenih aparatur, visokotlačni kompresor, planetno pogonsko kolo z dvojno in notranjo prestavo, poganjanje aparatur in strojev (celo podmornic) z brezžičnim prenosom, visokofrekvenčni telefon, avtomatično določanje položaja ladij na morju. Ukvarjal se je celo z letalskimi načrti, konstruiranjem letal in zasnoval je rotacijski eksplozivni motor kot predhodnik Wanklovega motorja. 
Poleg strojništva se je intenzivno ukvarjal z elektrotehniko, in sicer radiem in televizijo. Albin Belar, profesor fizike, je bil osebnost, s katerim se je Codelli povezal. Skupaj sta izdelala napravo za brezžični sprejem časovnega signala iz Trsta, detektorje atmosferskih razelektritev in celo radijske aparate miniaturnih žepnih dimenzij. Zaslovel je na področju radio-telegrafije, zato ga je avstrijska vojna mornarica določila za graditelja radijskega oddajnika za zvezo med ladjami na Jadranu in Dunajem. Prvo radijsko oddajno postajo je postavil v zgradbi tedanje ljubljanske realke na Vegovi ulici. Zaradi upada gospodarske moči domovine se je povezal z Nemčijo in se dogovoril za gradnjo radijske oddajne postaje v Kamini, ki je služila povezavi Toga z Berlinom in preostalimi nemškimi kolonijami v Afriki. Leta 1911 se je Codelli odpravil v Togo in do poletja 1914 zgradil oddajnik Kamina, ki pa zaradi izbruha prve svetovne vojne ni začel delovati. Po vojni je iz ujetništva zmagovitih zaveznikov prišel v nevtralno Švico, kjer je nadaljeval z izumiteljstvom vojaškega značaja (oklepno vozilo, naelektren vodni curek, pomorske navigacijske naprave). Po težavah z državljanstvom, zaradi nastanka Kraljevine Srbov, Hrvatov in Slovencev, se je vrnil v Ljubljano. Leta 1928 je znan izum visokofrekvenčnega telefona, a za zgodovino je pomembnejši izum naprave za prenos slike na daljavo kot predhodnice televizije. Codellijev televizijski sistem je temeljil na mehansko-optičnih načelih, medtem ko je konkurenčni ameriški slonel na elektronskem načelu. Na tem področju je sodeloval z elektrotehnikom Francijem Barom in elektrooddelkom tehniške fakultete v Ljubljani. Na teh raziskavah je delal kot amater in boj s konkurenti je bil neuspešen. 

## Filmska produkcija
Zapisal se je celo v zgodovino filma. Konec leta 1913 se je v Afriki seznanil z ambiciozno filmsko ekipo Hansa Schomburgka, ki se je znašla v denarnih težavah. Baron Codelli jih je finančno podprl in tako so posneli 2000 m dokumentarnega in 4000 m igranega filma. Npr.Die weisse Göttin der Wangora - film je vsebinsko spominjal na Tarzana - in še nekaj drugih.  Tako je postal prvi filmski producent iz naših krajev. Z nenavadno Codellijevo izkušnjo je bila zapolnjena vrzel med prvimi poskusi s filmom na Slovenskem in prvim celovečernim filmom.